# Abbas Jadidi
Abbas Jadidi (n. 13 ianuarie 1969, Teheran, Iran) este un luptător iranian, medaliat olimpic. A participat la 2 ediții ale Jocurilor Olimpice (1996, 2000) în care a câștigat o medalie de argint.